# Likai-középhegység
A Likai-középhegység (horvátul: Ličko sredogorje) egy hegylánc Horvátország középső részén, Lika területén. A Dinári-hegység része.

## Fekvése
A Likai-középhegység a Senjsko bilo keleti, szárazföldi kiterjesztése, amely párhuzamos láncolatként húzódik Velebit-hegység és Kis-Kapela között, Gračactól Kuterevóig. Tőle délnyugatra fekszik a Gračačko és a Ličko polje, északkeleti oldalán pedig a Kapela és a Plješevica felé a Gacko, a Koreničko és a Krbavsko polje található. 

## Neve
A hegység latin neve „Mons Liccavus” volt, további nevei Gvozd, Lisina, Resnik planina, Vrebačka gora. A Lički Gvozd a hegység régebbi középkori neve, mely a törökök előtt volt használatos. A Resnik-hegység ma a Gračac közelében található délkeleti gerinc, a Vrebačka gora pedig a Gospić-csal szemközti délnyugati rész neve. Alfons Kaudersnek a „Királyi Erdészeti Akadémia hallgatóinak idei tudományos kirándulása Primorjébe és Likába" című cikkében 1906-ban a „Gačko-ličko sredogorje” (Gacka-likai középhegység) név szerepel. A hegység német neve Likaner Mittelgebirge.

## Éghajlata
A Stipanovo Grič meteorológiai állomás adatainak köszönhetően arra lehet következtetni, hogy a likai hegyvidék melegebb, mint a Kapela és a Plješivica. Ezt a déli hatásoknak és meleg főnszélnek köszönheti. A hegység belső oldalán fekvő Lika-medence éghajlata kifejezetten kontinentális, viszonylag rövid vegetációs idővel rendelkezik a késői és korai fagyok, valamint a hosszan tartó és vastag téli hótakaró miatt. Lika éghajlata összességében éles kontrasztban van nagy hőingadozásokkal. Ezért itt (az enyhébb Gorski kotarral ellentétben) a nyár melegebb és szárazabb, de a tél inkább hideg sok hóval (2 – 5 m) és erős fagyokkal.
A hegység és a karsztmező egy részének januári átlagos hőmérséklete körülbelül -2ºC, a hegyeké -4ºC és -5ºC között van. Az év öt hónapjában a minimum-hőmérséklet 0°C alá csökken. A hótakaró 2-5 m magas, és átlagosan 4 hónapig marad meg. Gospićban a januári átlaghőmérséklet -1,9ºC. Júliusban a hegyvidék átlagos hőmérséklete 18ºC, és növekvő mértékben csökken, így a legmagasabb hegyi részek hőmérséklete 12–14ºC. Az éves hőmérsékleti amplitúdó a felső részen valamivel több, mint 19°C, az alsó részen 20°C felett van. Az abszolút hőmérséklet a legmagasabb a karsztmezők alján és a völgyekben, ahol nyáron 35°C-ig emelkedhet, így a lehetséges legnagyobb hőmérsékleti amplitúdó akár 70°C is lehet.

## Leírása
A Likai-középhegység mészkőből épült. Az egykori tengerfenékből jött létre, ezért sok üreg, barlang és gödör található benne. A hegység a Dinaridákkal együtt az Adriai-tengeri mikrolemez ütközése során emelkedett fel, amely az eurázsiai lemezzel együtt az afrikai lemeztől elvált. 
A hegység 1300 méteres magasságot meg nem haladó magaslatok sorozatából áll, amelyek keresztirányban, Lika közepén át, több karsztmező között húzódnak párhuzamosan a Velebit és a Lička Plješivica hegységekkel, északnyugaton Otocsántól (a Senjska bilától és a Kuterevska kosától), a délkeleten fekvő Gračacig (Poštak-hegység) és északkeleten Korenicáig.
A Likai-középhegység a Senjska bila keleti, szárazföldi folytatása. Velebittel, Mala Kapelával és Lička Plješivicával (Plješevica) együtt alkotja a Likai-hegységet, vagy másképpen Likai-fennsíkot. Gračactól keletre a terep ismét felemelkedik 1300 méter fölé a Lisac-csúccsal (1336 m), ahonnan délkelet felé folytatódik a Poštak legmagasabb dolomitgerincén, a Velebit és a Dinara között. Ezeket a magaslatokat Gračactól keletre és északkeletre (Lisac, Poštak stb.) ma a Lička Plješivica hegység tágabb területének tekintik, bár vannak olyan szerzők, akik mindezeket a Krementől délre eső magaslatokat külön csoportnak tekintik.
A Likai-középhegységet 5 nagyobb, alacsonyabban fekvő karsztmező veszi körül. A hegységtől délre és nyugatra fekszik a Gračačko és a Ličko polje, északkeleti oldalán pedig a Kapela és a Plješevica felé a Gacko, a Koreničko és a Krbavsko polje található. A középhegység területén szurdokokkal és számos víznyelővel körülvéve tucatnyi kúp alakú csúcs található 1200 m tengerszint feletti magasságban, kifejezetten karsztos domborzattal.
A hegység legalacsonyabb része és a legjobb átkelőhelyei Gračac környékén találhatók. Jól ismert a Pločanski klanac hegyszorosa a szűk Suvaja-völggyel és az Otuća a valamivel szélesebb völgyével Gračac közelében, amelyek egyedüliként törnek át a Likai-középhegységen.
A Likai-középhegység legmagasabb csúcsa a Bunić közelében található Kamena gora (1267 m), a többi legközelebbi csúcs pedig északabbra a Stipanov Grič (1233 m) és a Crni vrh (1245 m), délen pedig a Paleš (1239 m), a Jelovinac (vagy Jelov Venac, 1215 m), a Trovrh (más néven Trovura, Trojvrh, 1234 m) Komić és Gornja Ploča között, valamint a Jelovur (1178 m) több, 1200 méternél alacsonyabb hegycsúccsal.
A hegység csúcsai többnyire meredekek és sziklásak, erdővel benőttek és közlekedési eszközzel járhatatlanok, kivéve a Stipanov Grič felé vezető egyetlen utat, ahol a meteorológiai mérőállomás található. A hegység közepén a Kamena gora központi elhelyezkedésének köszönhetően tiszta napon kiváló panoráma kilátás nyílik a legtöbb likai hegycsúcsra: nyugaton, délnyugaton és délen pedig félkörben a Velebit-hegység teljes gerince, keleten pedig a Plješivica fő gerince a Gola Plješivicától a Kremenig látható. Csak a Velika Kapela csúcsai láthatóak kevésbé a távolság és az előbbre emelkedő számos alacsonyabb csúcs miatt.

## Növényvilág
A Likai-középhegység csúcsainak nagy részét felül bükk és lucfenyő, az alsó lejtőket többnyire gyertyán borítja. A déli hegyalja mentén, még Lika közepén is, melegebb, félig örökzöld öv található, mely a mediterrán, szubmediterrán keleti gyertyánból (Carpinus orientalis) és más tengerparti növényekből (a Velebit partvidékéhez hasonlóan Salvia officinalis, Asparagus acutifolius, Lonicera etrusca, Juniperus oxycedrus stb.) áll. A hegyvidék növényzete még a szomszédos Kis-Kapelánál is gazdagabb, körülbelül 1040 fajjal rendelkezik, és vannak itt olyan speciális endemák is, mint az Iris dinarica, a Centaurea japodana és mások.

## Állatvilág
A Likai-középhegység fő vadállatai a farkasok és a medvék.